# Річард Шолтес
Річард Адріан Шолтес (англ. Richard Scholtes; нар. 18 березня 1934) — генерал-майор армії Сполучених Штатів у відставці, який був першим командувачем Об'єднаного командування спеціальних операцій. Досвід Шолтеса на посаді командувача Об'єднаної оперативної групи спеціальних операцій 123 під час вторгнення США в Гренаду зробив його важливою фігурою в реорганізації спільноти американських спецоперацій. Після перебування на посаді командира JSOC Шолтес пішов у відставку, щоб у серпні 1986 року відверто свідчити перед Конгресом про потребу в окремому, чотиризірковому, командуванні спеціальних операцій. Тодішній сенатор Вільям Коен описав свідчення Шолтеза як життєво важливі для рішення Конгресу створити Командування спеціальних операцій США.
Шолтес був зарахований до армії 31 жовтня 1951 року. У 1957 році він закінчив Військову академію Сполучених Штатів, отримавши ступінь бакалавра. ступінь військової науки. Пізніше Шолтес отримав ступінь магістра з обробки даних в Університеті Джорджа Вашингтона.